# 侧底理蛤
侧底理蛤（学名：Theora lata），是帘蛤目唱片蛤科理蛤属的一种。主要分布于马来西亚、中国大陆，常栖息在潮间带至潮下带。